# Kanton Moyen Adour
 Moyen Adour  is een kanton van het Franse departement Hautes-Pyrénées. Het kanton maakt deel uit van het arrondissement Tarbes.

In 2019 telde het 15.008 inwoners.

Het kanton werd gevormd ingevolge het decreet van 25 februari 2014 met uitwerking op 22 maart 2015, met Barbazan-Debat als hoofdplaats.

## Gemeenten
Het kanton omvat volgende 15  gemeenten: 
- Allier
- Angos
- Arcizac-Adour
- Barbazan-Debat
- Bernac-Debat
- Bernac-Dessus
- Horgues
- Laloubère
- Momères
- Montignac
- Odos
- Saint-Martin
- Salles-Adour
- Sarrouilles
- Vielle-Adour